# سانسوی
سانسوی (انگلیسی: Sansui) شرکت الکترونیک ژاپنی است، که در سال ۱۹۴۷ تأسیس شد.